# Pendulforlystelse
Pendulforlystelser er forlystelser som udsætter passagerer for pendulvirkninger og dermed vekslende gravitation og hastigheder.
Af pendulforlystelser er der gyngende piratskibe som f.eks. det i Tivoli og den gyngelignende Kamikaze-forlystelse, som starter med at gynge frem og tilbage og på et tidspunkt roterer hele vejen rundt med hurtigst hastighed når gondolen er nærmest jorden.